# Флоракис, Харилаос
Хари́лаос Флора́кис (греч. Χαρίλαος Φλωράκης, 20 июля 1914, Рахула, Кардица — 22 мая 2005, Афины) — греческий государственный и политический деятель, Генеральный секретарь Коммунистической партии Греции в 1972—1989.

## Биография
Член Компартии Греции с 1941 года. В 1943-44 годы сражался против немецких оккупантов в рядах Народно-освободительной армии. В годы гражданской войны в Греции (1946—49) занимал ряд командных должностей в Демократической армии Греции, был командиром 1-й дивизии. После отступления разбитых коммунистических отрядов из Греции находился в СССР и Румынии. Нелегально вернулся в Грецию в 1954 году.
С 1949 года кандидат в члены ЦК, с 1950 член ЦК КПГ. В 1954 арестован и приговорён к пожизненному заключению, в 1966 под давлением народного движения освобожден. После государственного военного переворота в апреле 1967 стал первым политиком, арестованным режимом «черных полковников» (находился в заключении до апреля 1972). С июня 1972 член Политбюро ЦК КПГ, с декабря 1972 1-й секретарь ЦК КПГ.
Харилаос Флоракис внёс большой вклад в восстановление структуры КПГ после выхода партии из подполья в 1974 году, после 27 лет подполья. Благодаря его усилиям, партия смогла адаптироваться к новым условиям и приобрела значительное влияние в политической жизни страны.
После начала изменений в европейских странах соцлагеря Харилаос Флоракис выступал с позиций защиты КПГ от развала партии. На так называемом «расширенном пленуме ЦК» в 1990 году, а также на 13-м Съезде КПГ (в феврале 1991 года), когда была предпринято «большое наступление» с целью растворения КПГ в тогдашнем Синасписмос, Флоракис был последовательным противником такой политики.
Умер 21 мая 2005 года в Афинах в результате остановки сердца. В прощании приняли участие многие политические лидеры Греции. Похоронен на горе Аграфа, муниципалитет Итамос, Фессалия.

## Награды
«…За заслуги перед коммунистическим движением, активное участие в антиимпериалистической борьбе против реакции и фашизма, большой вклад в укрепление дружбы между греческим и советским народами и в связи с 60-летием…» в 1974 году награждён орденом Дружбы народов.